# Selkirkiella
Genre
Selkirkiella est un genre d'araignées aranéomorphes de la famille des Theridiidae.

## Distribution
Les espèces de ce genre se rencontrent au Chili, en Argentine et aux îles Malouines.

## Liste des espèces
Selon World Spider Catalog (version 16.0, 17/05/2015) :
- Selkirkiella alboguttata Berland, 1924
- Selkirkiella carelmapuensis (Levi, 1963)
- Selkirkiella luisi (Levi, 1967)
- Selkirkiella magallanes (Levi, 1963)
- Selkirkiella michaelseni (Simon, 1902)
- Selkirkiella purpurea (Nicolet, 1849)
- Selkirkiella ventrosa (Nicolet, 1849)
- Selkirkiella wellingtoni (Levi, 1967)

## Étymologie
Ce genre est nommé en l'honneur d'Alexandre Selkirk.

## Publication originale
- Berland, 1924 : Araignées de l'ile de Pâques et des iles Juan Fernandez. The Natural History of Juan Fernandez and Easter Island. vol. 3, no 3, p. 419-437 (texte intégral).